# Lew Saunders
Lew Saunders ist ein US-amerikanischer ehemaliger Schauspieler.

## Leben
Saunders debütierte 1975 in einer Episode der Fernsehserie Bronk. In den folgenden Jahren verkörperte er weitere Episodenrollen in US-amerikanischen Fernsehserien. Von 1977 bis 1979 stellte er die Rolle des Officer Gene Fritz in insgesamt 28 Episoden der Fernsehserie CHiPs dar. 1981 hatte er Besetzungen in den Filmen Die Bestie von nebenan und Macabra – Die Hand des Teufels. 1988 hatte er in Cocktail eine weitere Charakterrolle in einem Spielfilm. Sein Hauptaugenmerk lag aber in der Verkörperung von Episodenrollen. 1998 im Fernsehfilm Frank, Dean und Sammy tun es hatte er bisher seine letzte Rollenbesetzung.

## Filmografie
- 1975: Bronk (Fernsehserie, Episode 1x13)
- 1976: Bumpers Revier (Fernsehserie, Episode 1x10)
- 1977–1979: CHiPs (Fernsehserie, 28 Episoden)
- 1978: Junge Schicksale (ABC Afterschool Specials) (Fernsehserie, Episode 7x02)
- 1979: Quincy (Fernsehserie, 2 Episoden)
- 1979: 240-Robert (Fernsehserie, Episode 1x01)
- 1981: Die Bestie von nebenan (Terror Among Us) (Fernsehfilm)
- 1981: Macabra – Die Hand des Teufels (Demonoid: Messenger of Death)
- 1982: Strike Force (Fernsehserie, Episode 1x08)
- 1982: Trapper John, M.D. (Fernsehserie, Episode 3x17)
- 1982: Der Denver-Clan (Dynasty) (Fernsehserie, Episode 3x02)
- 1982–1984: Matt Houston (Fernsehserie, 3 Episoden)
- 1983: Das A-Team (The A-Team) (Fernsehserie, Episode 2x11)
- 1984: Trio mit vier Fäusten (Riptide) (Fernsehserie, Episode 1x07)
- 1985: Finder of Lost Loves (Fernsehserie, Episode 1x19)
- 1985: Hardcastle & McCormick (Fernsehserie, Episode 2x20)
- 1986: Stingray (Fernsehserie, Episode 1x04)
- 1986: Disney-Land (Fernsehserie, Episode 31x04)
- 1987: Hunter (Fernsehserie, Episode 3x10)
- 1987: L.A. Law – Staranwälte, Tricks, Prozesse (L.A. Law) (Fernsehserie, Episode 1x13)
- 1988: Cocktail
- 1990: Ein gesegnetes Team (Father Dowling Mysteries) (Fernsehserie, Episode 3x01)
- 1991: Jake und McCabe – Durch dick und dünn (Jake and the Fatman) (Fernsehserie, Episode 5x05)
- 1991: Palm Beach-Duo (Silk Stalkings) (Fernsehserie, Episode 1x05)
- 1992–1994: Mord ist ihr Hobby (Murder, She Wrote) (Fernsehserie, 2 Episoden)
- 1998: Mike Hammer, Private Eye (Fernsehserie, Episode 2x05)
- 1998: Frank, Dean und Sammy tun es (The Rat Pack) (Fernsehfilm)